# Protium krukoffii
Protium krukoffii är en tvåhjärtbladig växtart som beskrevs av Swart. Protium krukoffii ingår i släktet Protium och familjen Burseraceae. Inga underarter finns listade i Catalogue of Life.